# Наш прапор означає смерть
«Наш прапор означає смерть» (також «Наш стяг несе смерть», англ. Our Flag Means Death) — комедійний телесеріал, створений Девідом Дженкінсом, що вийшов на HBO Max.

## Сюжет
Напівоснований на історії Стіда Боннета, аристократа, який кидає своє життя, щоб стати капітаном піратського корабля. У новому середовищі він вирізняється своїми вишуканими манерами. Його підопічні вирішують вбити його, адже вважають його занадто м'яким як на капітана. Проте з екіпажем стаються пригоди, під час яких Стід намагається довести усім навколо та собі, що він гідний звання пірата.

## Актори
- Ріс Дарбі — Стід Боннет
- Тайка Вайтіті — Чорна Борода
- Крістіан Нерн — Ві Джон Фіні
- Натан Фоад — Люціус
- Самсон Кайо — Олуванде
- Рорі Кіннір — капітан Найджел Бадмінтон і Чонсі Бадмінтон
- Кон О'Ніл — Ізі
- Віко Ортіс — Джим
- Юен Бремнер — Баттонс
- Девід Фейн — Ікло
- Джоел Фрай — Френсі
- Гуз Хан — Іван
- Метью Маєр — Чорний Піт
- Крістен Шаал — Антуанетта, французька аристократка та партнерка / сестра Габріеля

## Виробництво
У вересні 2020 року HBO Max замовив серіал. Тайка Вайтіті, який буде виконавчим продюсером серіалу, також буде режисером пілотного епізоду, який, як очікується, буде знятий після того, як Вайтіті завершить виробництво фільму «Тор: Любов і грім».
У січні 2021 року Ріс Дарбі отримав головну роль у серіалі Вайтіті та у квітні приєднався до акторського складу, щоб зіграти Чорну Бороду.
Дженкінс оголосив про початок знімання 14 червня 2021 року.